# الیسیوم (آلبوم استراتواریوس)
الیسیوم (به انگلیسی: Elysium) آلبومی از استراتوواریوس (به انگلیسی: Stratovarius) است که در ۱۲ ژانویه ۲۰۱۱ منتشر شد. این آلبوم سیزدهمین آلبوم حرفه‌ای گروه استراتوواریوس است. این گروه سبک پاور متال (به انگلیسی: power metal) دارد.